# Rubén Dario Rossi
Rubén Dario Rossi (Buenos Aires, 28 ottobre 1973) è un ex calciatore argentino, di ruolo attaccante.

## Carriera

### Club
Durante la sua carriera ha giocato per il San Lorenzo de Almagro e per il Tolosa, società francese che dalla seconda divisione viene promossa nella Division 1 al termine della stagione 1996-1997 che vede protagonista Rossi con 8 centri in 35 incontri di campionato. Nella stagione in prima divisione l'argentino colleziona 14 presenze e una sola marcatura.